# 大沢基道
大沢 基道（おおさわ もとみち）は、江戸時代後期の高家旗本。大沢基休の養子。通称は右膳。

## 略歴
文政13年（1830年）2月15日、11代将軍・徳川家斉に御目見する。天保14年（1843年）12月27日、養父・基休の死去により、家督を相続する。
表高家衆に列し、高家職に就くことはなかった。嘉永元年（1848年）10月3日、死去。
養子・基恭らの子女あり。